# Janusz Błaszkiewicz
Janusz Błaszkiewicz (ur. 1953) – działacz opozycyjny, pracował jako ślusarz remontowy w Przedsiębiorstwie Transportu Samochodowego i Łączności nr 4 w Gdańsku.

## Życiorys
W sierpniu 1980 współorganizował strajk solidarnościowy, podczas którego udzielono poparcia postulatom Międzyzakładowego Komitetu Strajkowego w Stoczni Gdańskiej im. Lenina. Wszedł w skład zakładowego Komitetu Strajkowego. Do września 1980 należał do Związku Zawodowego Pracowników Łączności. Do Solidarności wstąpił we wrześniu 1980, został zastępcą przewodniczącego Komisji Zakładowej. W lipcu 1981 jako delegat brał udział w I Walnym Zebraniu Delegatów Regionu Gdańskiego NSZZ „Solidarność”.